# Mary L. Good
Mary Lowe Good (20.6.1931 tại Grapevine, Texas - mất ngày 20/11/2019 tại Little Rock, Arkansas, Hoa Kỳ) là nhà hóa học vô cơ, nhà nghiên cứu công nghiệp người Mỹ và từng làm việc trong chính phủ Mỹ.

## Cuộc đời và Sự nghiệp
Bà đậu bằng cử nhân khoa học ở Đại học miền Trung Arkansas (tại thành phố Conway) và năm 1955 bà đậu bằng tiến sĩ ở Đại học Arkansas (tại Fayetteville).
Năm 1980 bà được tổng thống Jimmy Carter bổ nhiệm vào Ban Khoa học quốc gia của Quỹ Khoa học quốc gia và năm 1986 bà lại được tổng thống Ronald Reagan tái bổ nhiệm giữ chức vụ này. Cựu tổng thống George H. W. Bush bổ nhiệm bà vào Hội đồng cố vấn Khoa học và Công nghệ học của tổng thống. Năm 1993 Dr. Good làm thứ trưởng phụ trách Công nghệ ở Bộ Thương mại dưới thời tổng thống Bill Clinton trong 4 năm.
Hiện nay, bà là giáo sư ở Đại học Arkansas tại Little Rock. và là Chủ nhiệm sáng lập Phân khoa "George W. Donaghey College of Engineering and Information Technology".
Bà làm chủ tịch Hội Hóa học Hoa Kỳ năm 1987

## Giải thưởng
- Giải Heinz về Công nghệ học, Kinh tế và Việc làm (2000)[6]
- Giải Vannevar Bush
- Huy chương Priestley
- Huy chương Glenn T. Seaborg
- Giải nghiên cứu Agnes Fay Morgan
- Huy chương Garvan-Olin
- Huy chương vàng của Viện các nhà hóa học Mỹ